# Alte Kirche Querum

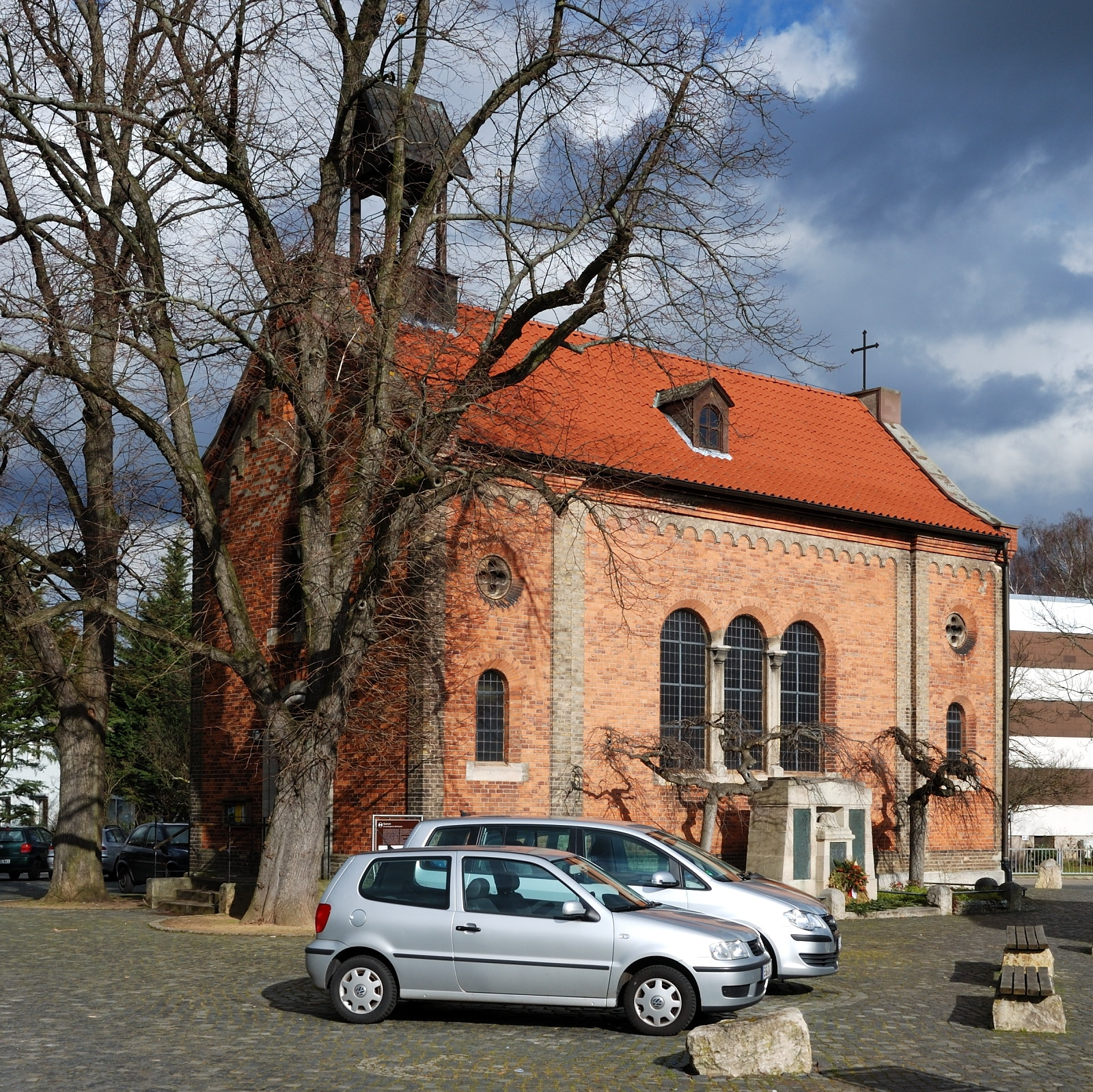
Die Alte Kirche in Querum

Die Alte Kirche in Braunschweig-Querum wurde 1863/64 durch den Braunschweiger Kreisbaumeister Friedrich Maria Krahe im neuromanischen Stil erbaut und am 18. Dezember 1864 eingeweiht. Sie ist ein geschütztes Kulturdenkmal und gehört heute zur St.-Lukas-Gemeinde in der Evangelisch-lutherischen Landeskirche in Braunschweig.
Die nur etwa 100 Personen fassende Kirche wurde aus Ziegelmauerwerk errichtet, „mit hoher Apsis im Osten, symmetrisch mit flachen Risaliten gegliederten Langseiten, mittigen Drillingsfenstern und mit Rundbögen und Lisenen gegliederten Wandfeldern“. Der Braunschweiger Hofdekorations- und Kirchenmaler Adolf Quensen schuf 1910 die Innenausmalung.
Die Orgel, eine mechanische Schleifladenorgel mit romantischen Dispositionen und 13 Registern, wurde um 1850 gebaut und stand zuerst im Lehrerseminar in Wolfenbüttel. 1896 wurde sie in der Kirche eingebaut.
Bei einem Bombenangriff am 21. Februar 1944 wurde die Kirche schwer beschädigt und war nicht mehr benutzbar, worauf die katholische Kirchengemeinde Querum ihre erst 1940 eingeweihte Notkirche für evangelische Gottesdienste zur Verfügung stellte.
Die Alte Kirche wurde nach der Einweihung der St.-Lukas-Kirche im November 1962 lange Zeit nicht genutzt und erst ab Anfang der 1980er renoviert. 1991 erhielt sie einen neuen Dachstuhl und eine neue Läuteanlage. In den Jahren 1993 bis 1998 schuf Heinrich von Zitzewitz eine neue Innenausstattung. Die Kirchenbänke wurden 1996 aus dem Braunschweiger Dom, die Kanzel im Jahr 2000 aus der Kirche St. Remigius in Veltheim (Ohe) übernommen. 